# Марк Коминий Секунд
Марк Коминий Секунд (на латински: Marcus Cominius Secundus) e политик и сенатор на Римската империя през 2 век.
През 151 г. Коминий Секунд е суфектконсул заедно с Луций Атидий Корнелиан.